# Саратога (Північна Кароліна)
Саратога (англ. Saratoga) — місто (англ. town) в США, в окрузі Вілсон штату Північна Кароліна. Населення — 353 особи (2020).

## Географія
Саратога розташована за координатами 35°39′13″ пн. ш. 77°46′31″ зх. д. / 35.65361° пн. ш. 77.77528° зх. д. (35.653682, -77.775335).  За даними Бюро перепису населення США в 2010 році місто мало площу 1,66 км², уся площа — суходіл.

## Демографія
Згідно з переписом 2010 року, у місті мешкало 408 осіб у 166 домогосподарствах у складі 113 родин. Густота населення становила 245 осіб/км².  Було 188 помешкань (113/км²).
Расовий склад населення:
| - 51,7 % — білих - 40,9 % — чорних або афроамериканців - 0,5 % — корінних американців - 6,6 % — осіб інших рас |

До двох чи більше рас належало 0,2 %. Частка іспаномовних становила 6,6 % від усіх жителів.
За віковим діапазоном населення розподілялося таким чином: 21,1 % — особи молодші 18 років, 61,3 % — особи у віці 18—64 років, 17,6 % — особи у віці 65 років та старші. Медіана віку мешканця становила 45,2 року. На 100 осіб жіночої статі у місті припадало 91,5 чоловіків;  на 100 жінок у віці від 18 років та старших — 84,0 чоловіків також старших 18 років.
Середній дохід на одне домашнє господарство  становив 41 233 долари США (медіана — 34 625), а середній дохід на одну сім'ю — 52 774 долари (медіана — 53 125). За межею бідності перебувало 25,2 % осіб, у тому числі 39,0 % дітей у віці до 18 років та 19,2 % осіб у віці 65 років та старших.
Цивільне працевлаштоване населення становило 188 осіб. Основні галузі зайнятості: виробництво — 38,3 %, освіта, охорона здоров'я та соціальна допомога — 22,9 %, фінанси, страхування та нерухомість — 9,6 %, публічна адміністрація — 7,4 %.